# Žabari (Valjevo)
Pour les articles homonymes, voir Žabari (homonymie).
Žabari (en serbe cyrillique : Жабари) est un village de Serbie situé sur le territoire de la Ville de Valjevo, district de Kolubara. Au recensement de 2011, il comptait 406 habitants.

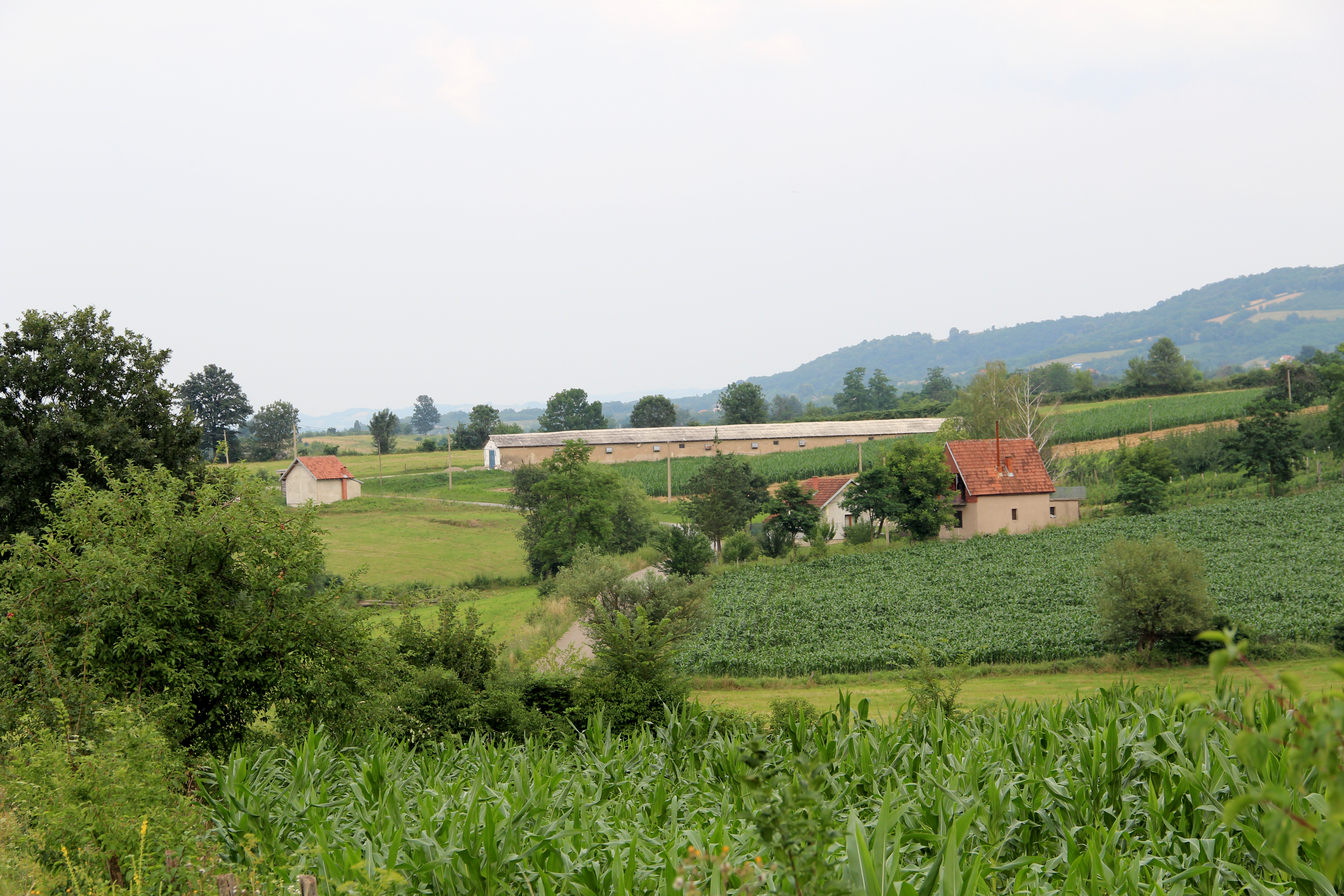
Žabari - panorama.
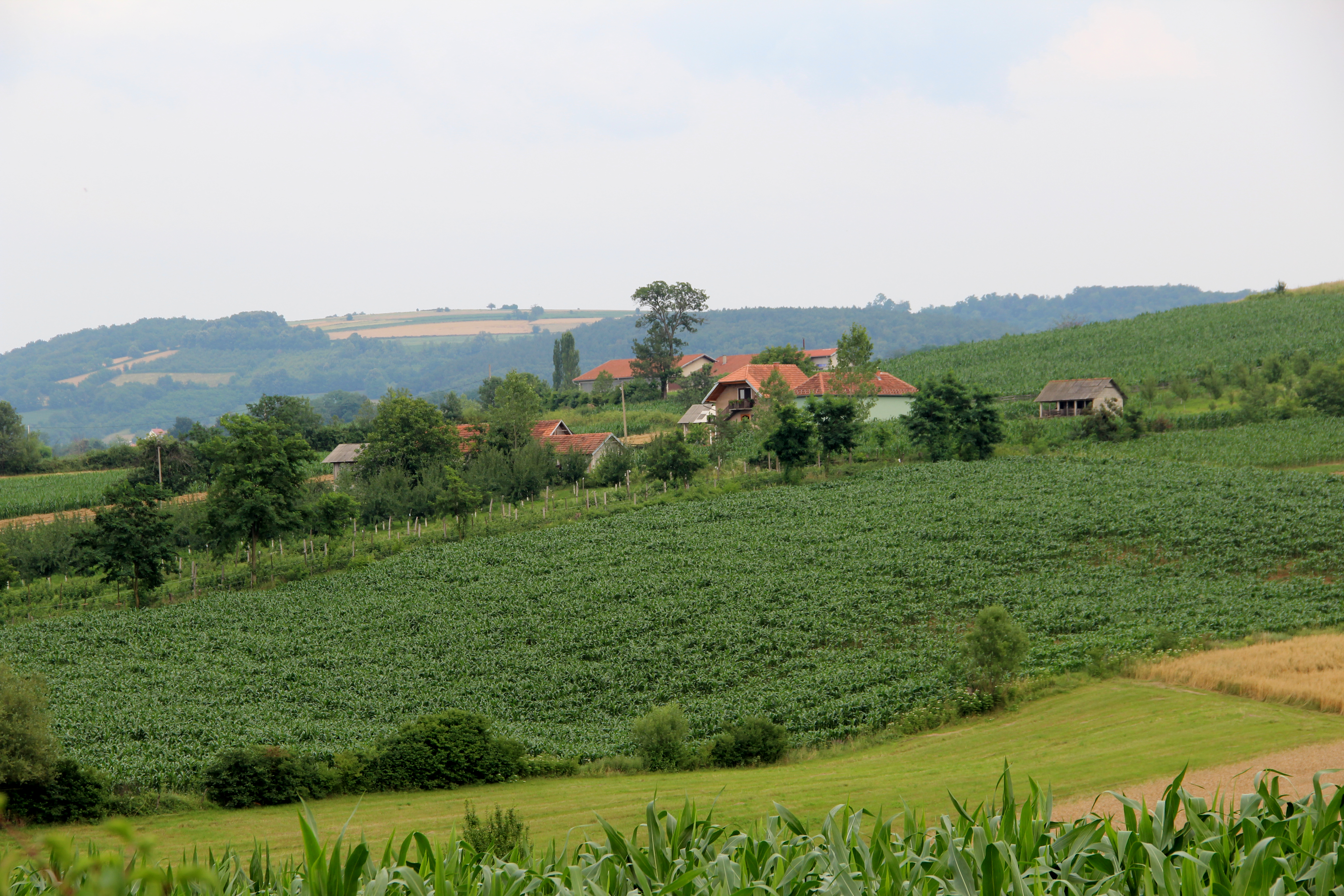
Žabari - panorama.
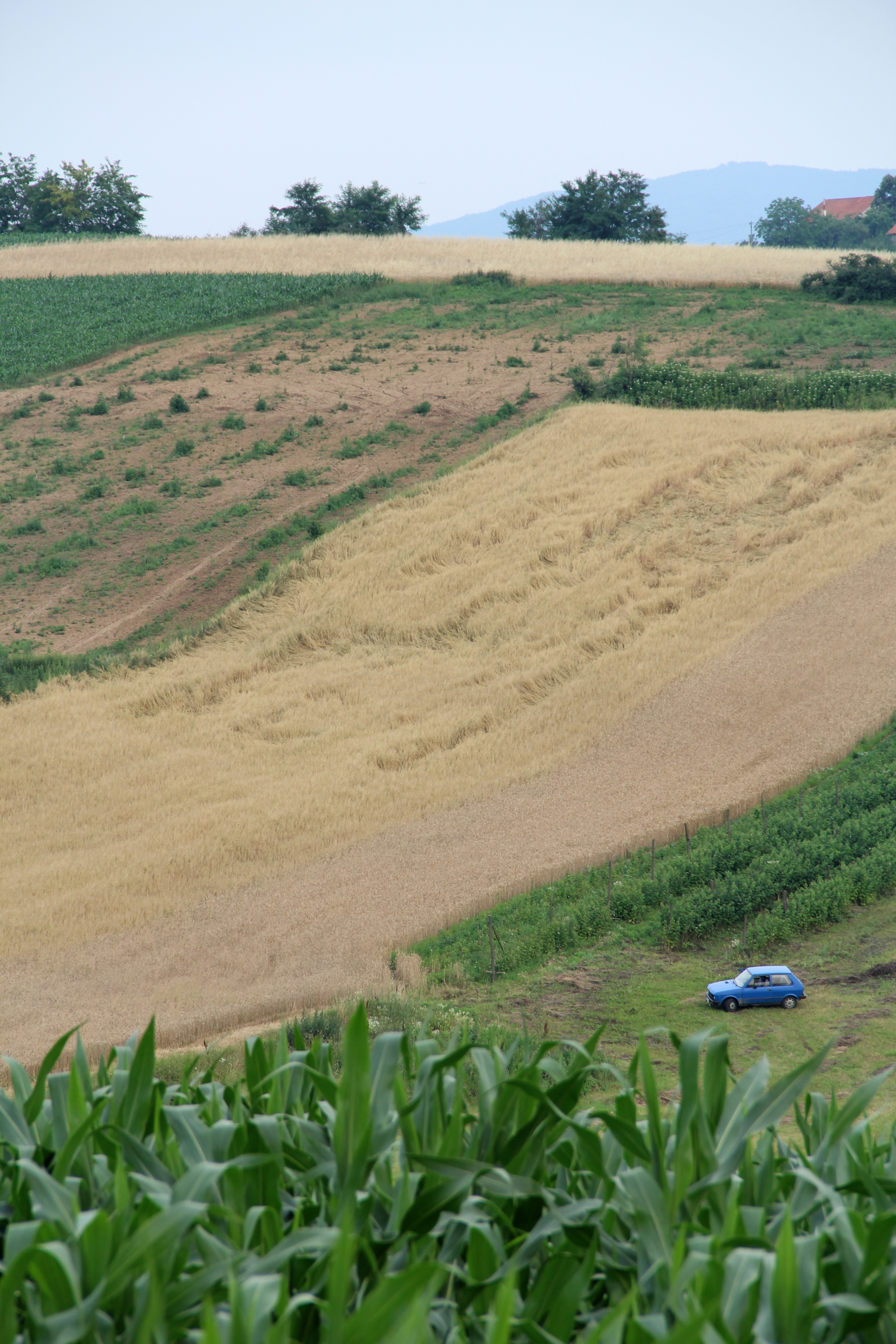
Žabari - panorama.
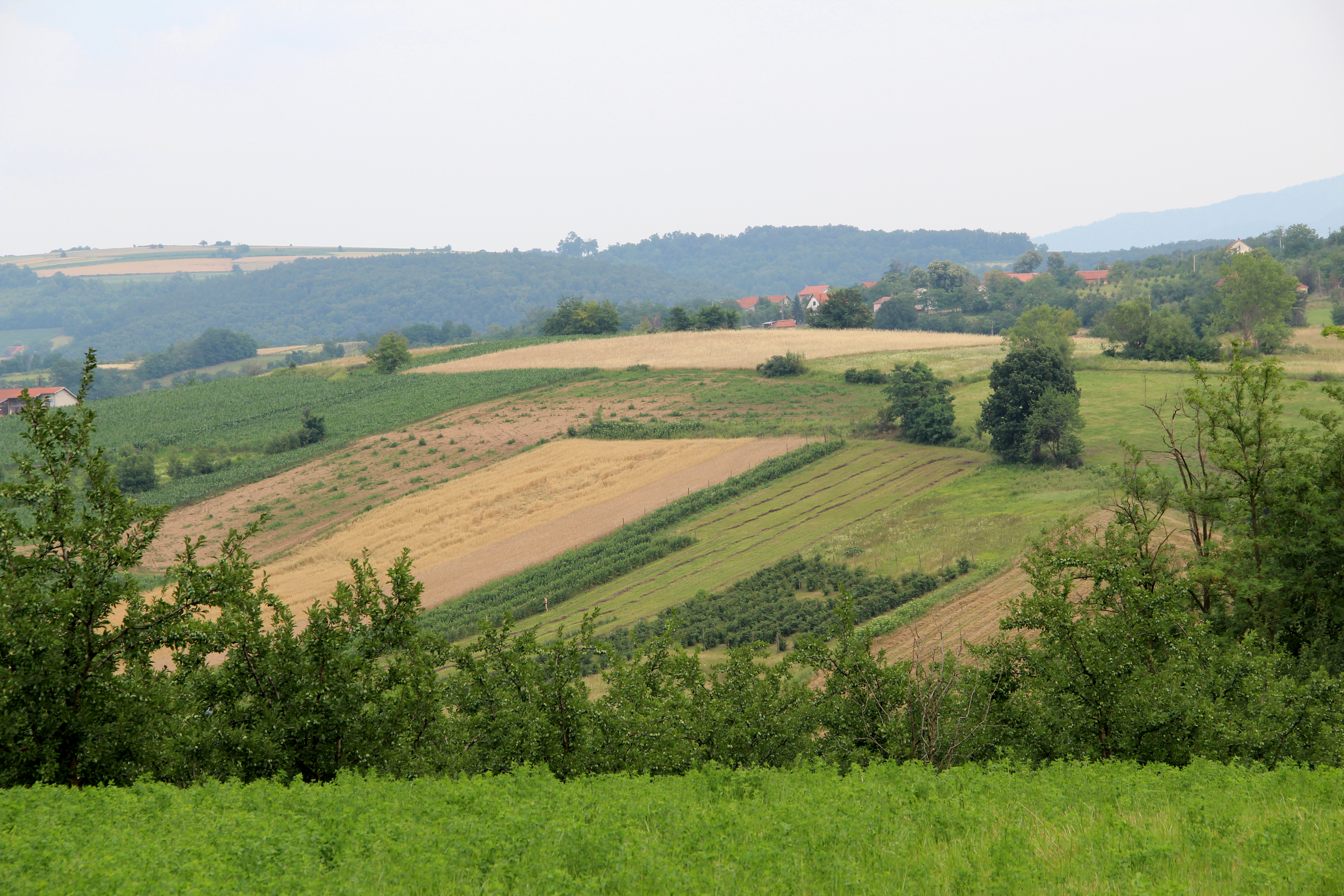
Žabari - panorama.
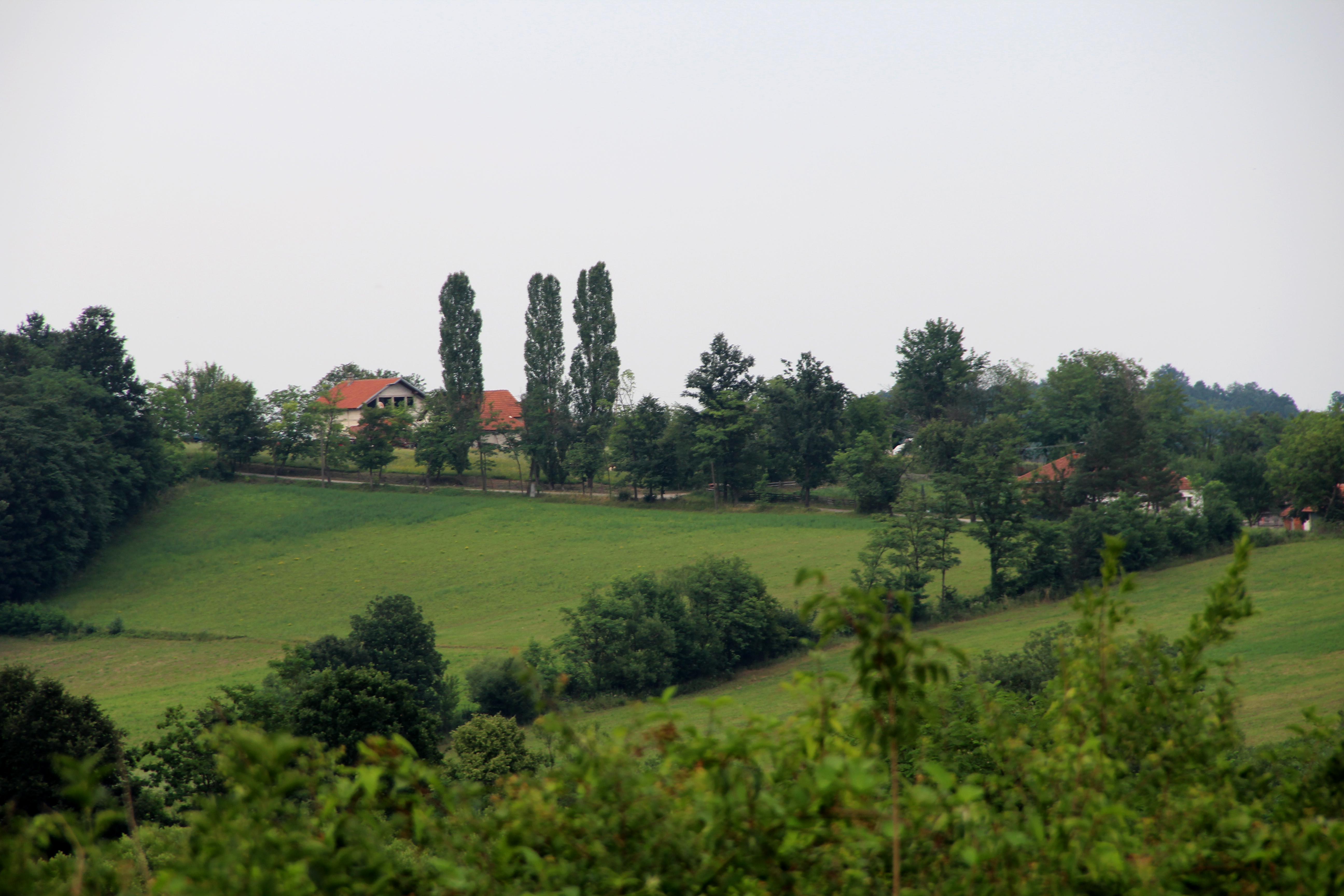
Žabari - panorama.
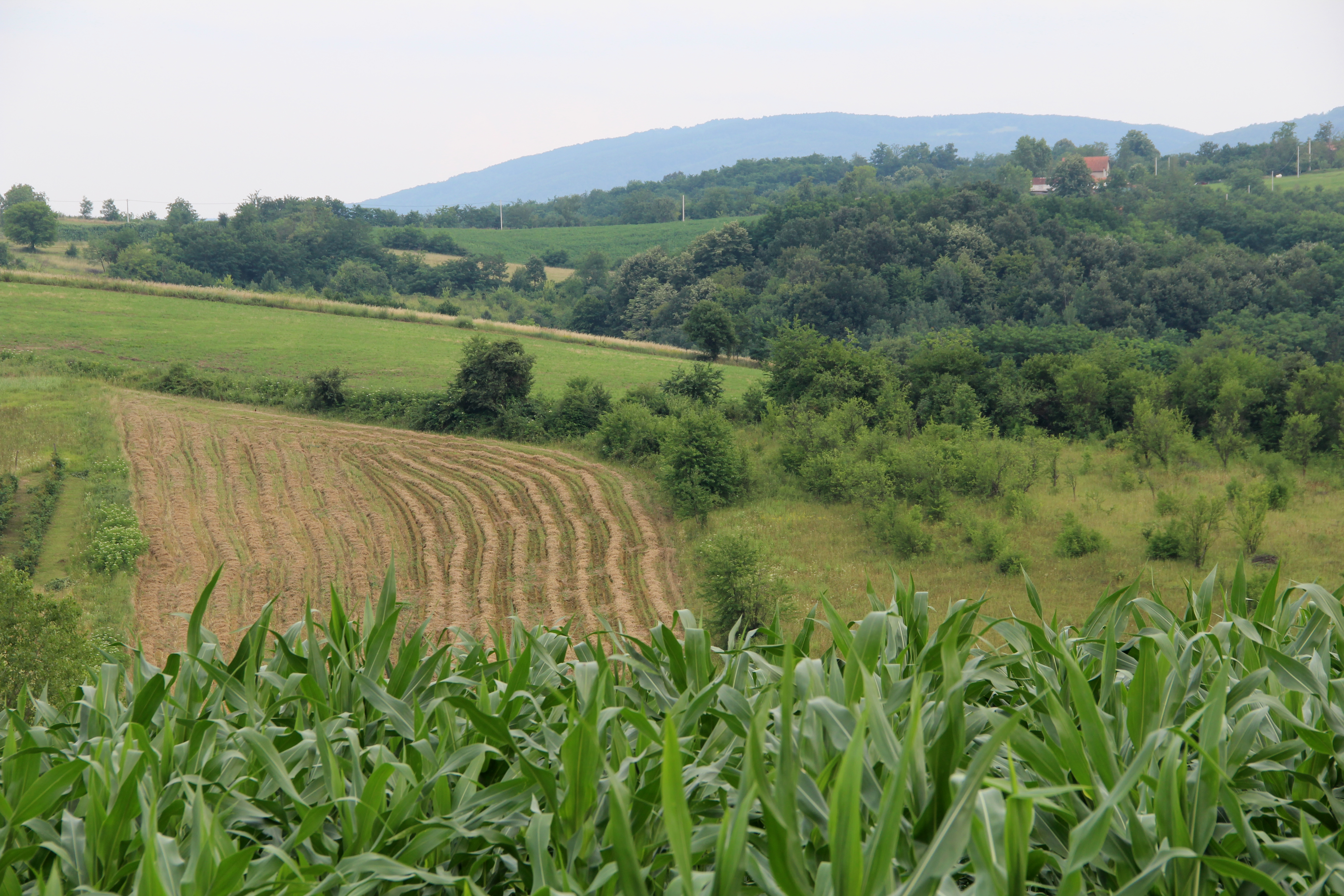
Žabari - panorama.
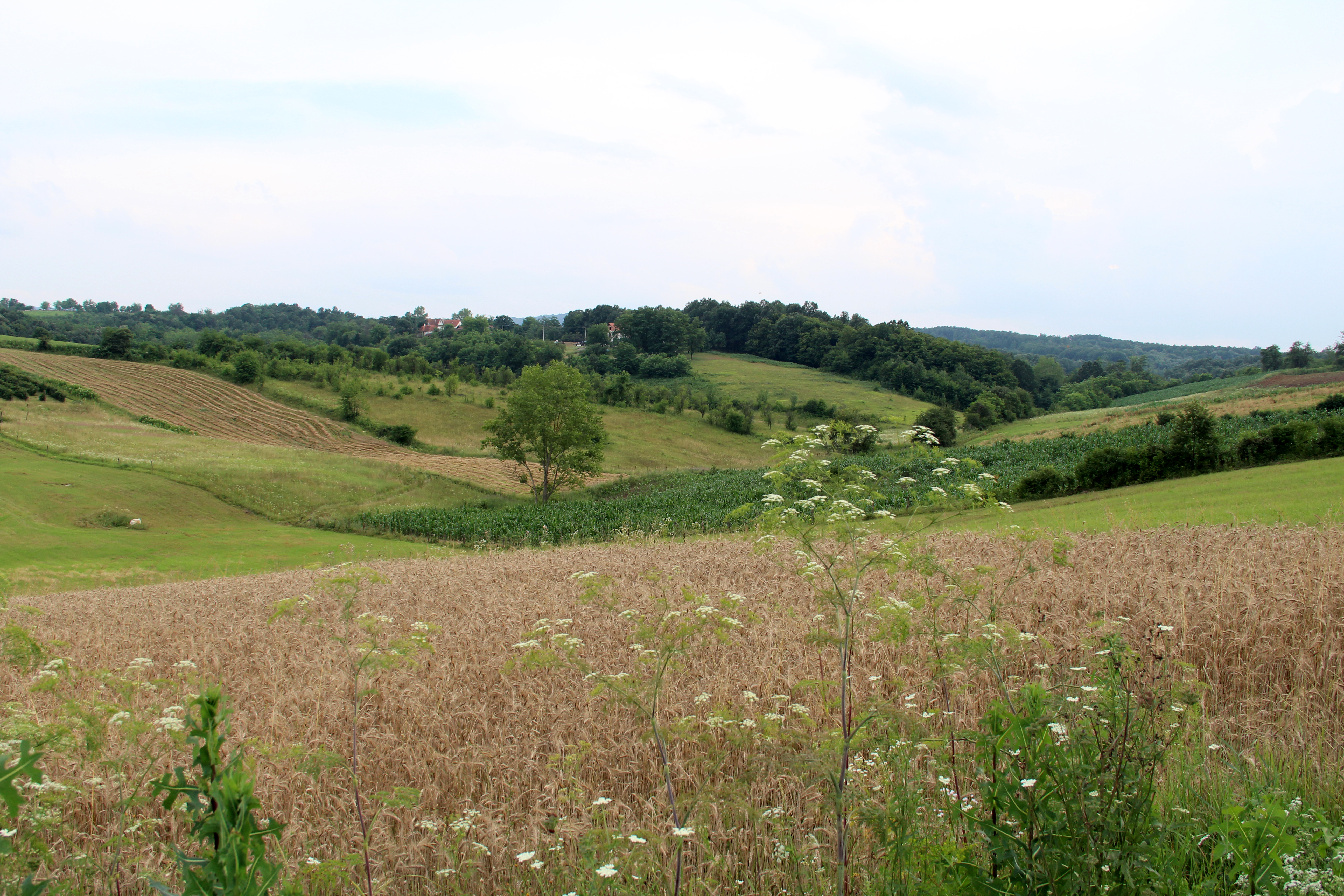
Žabari - panorama.
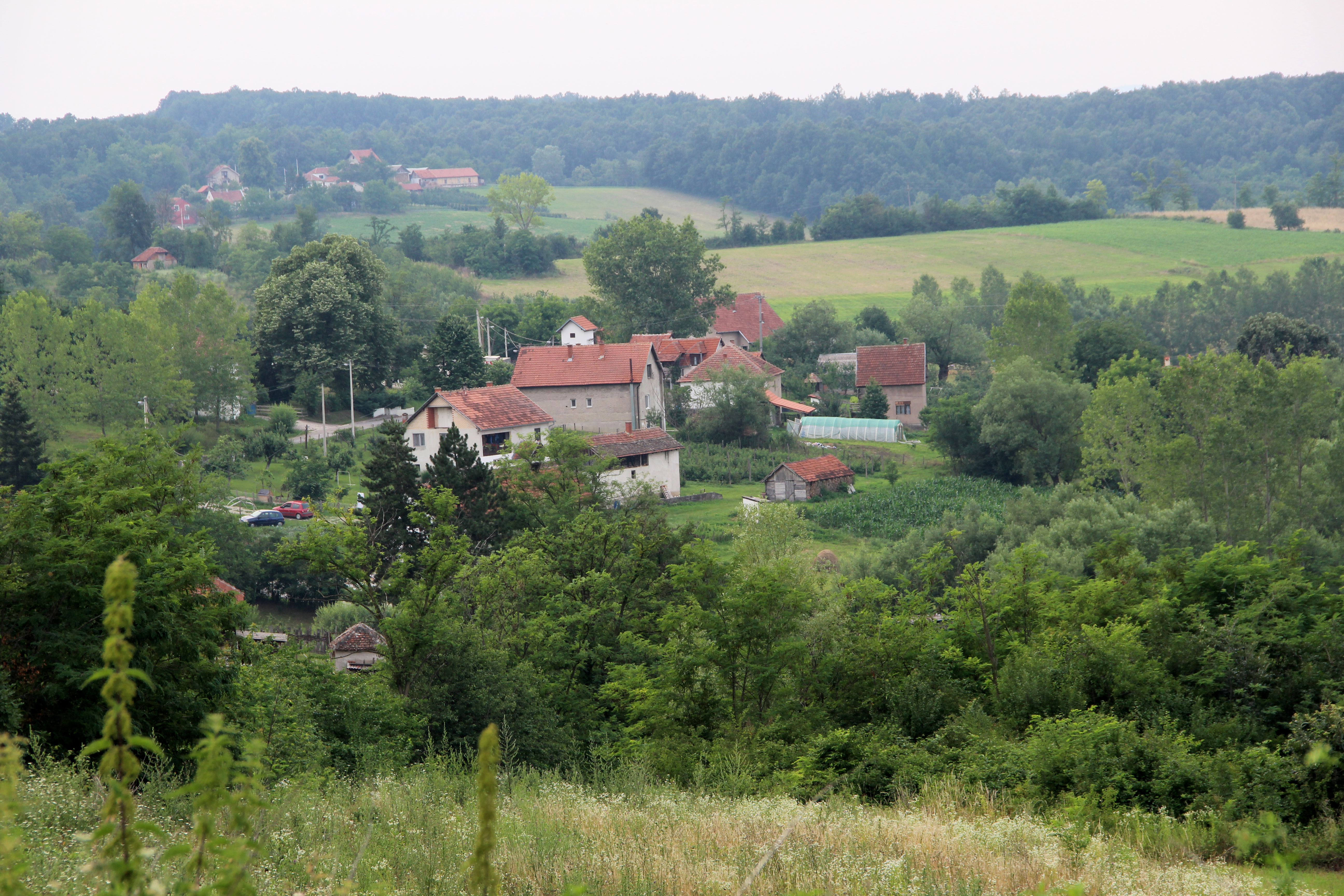
Žabari - panorama.
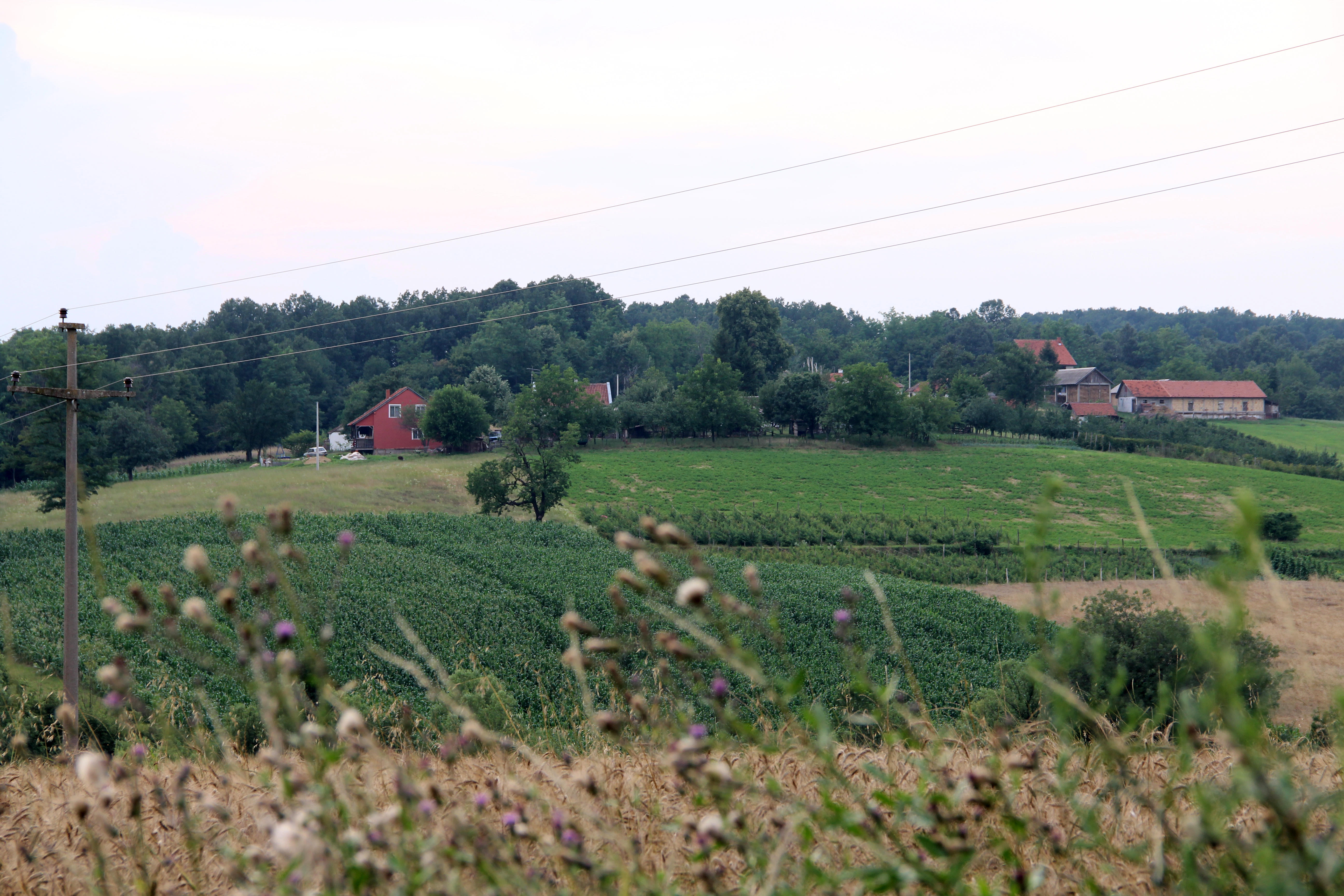
Žabari - panorama.
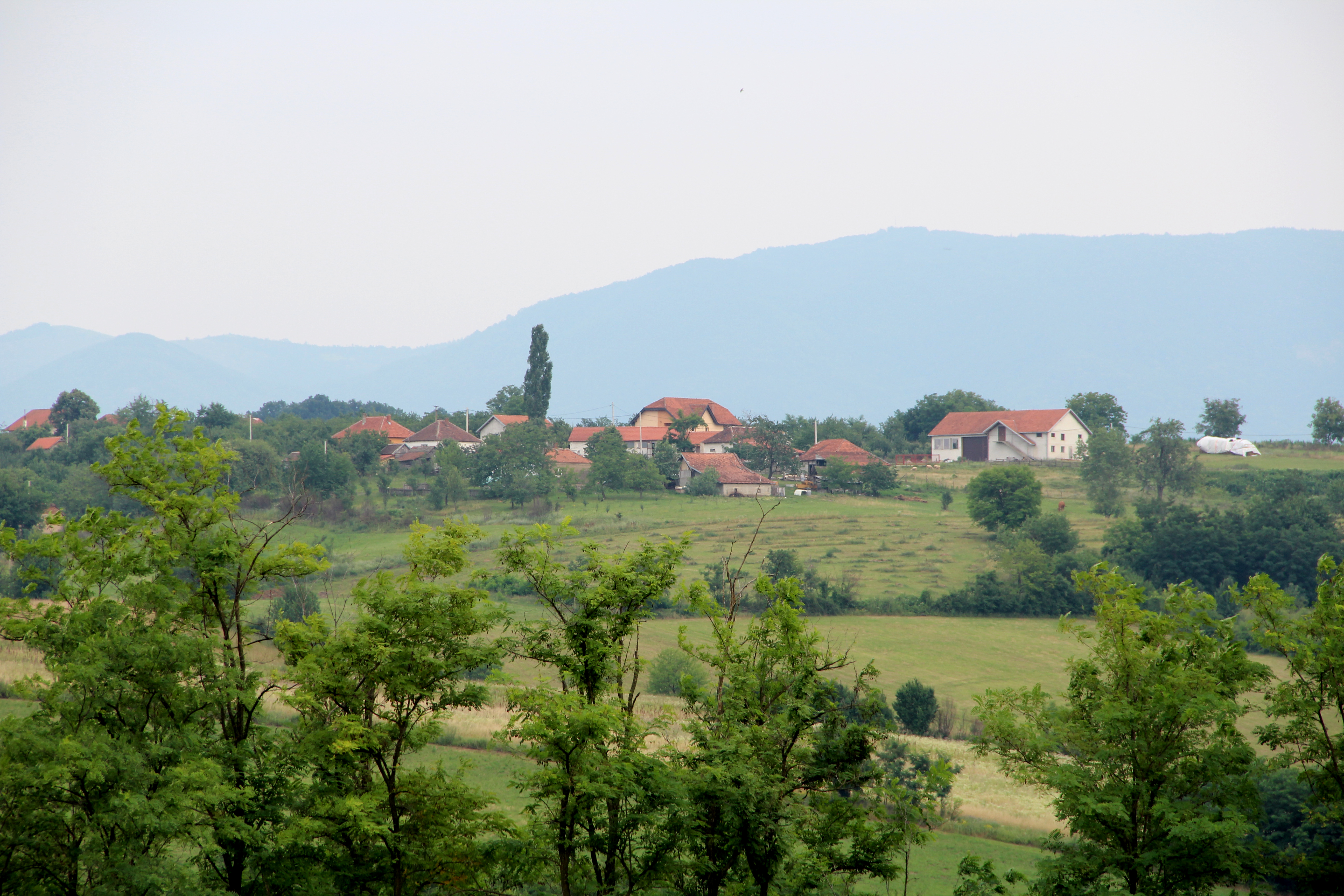
Žabari - panorama.
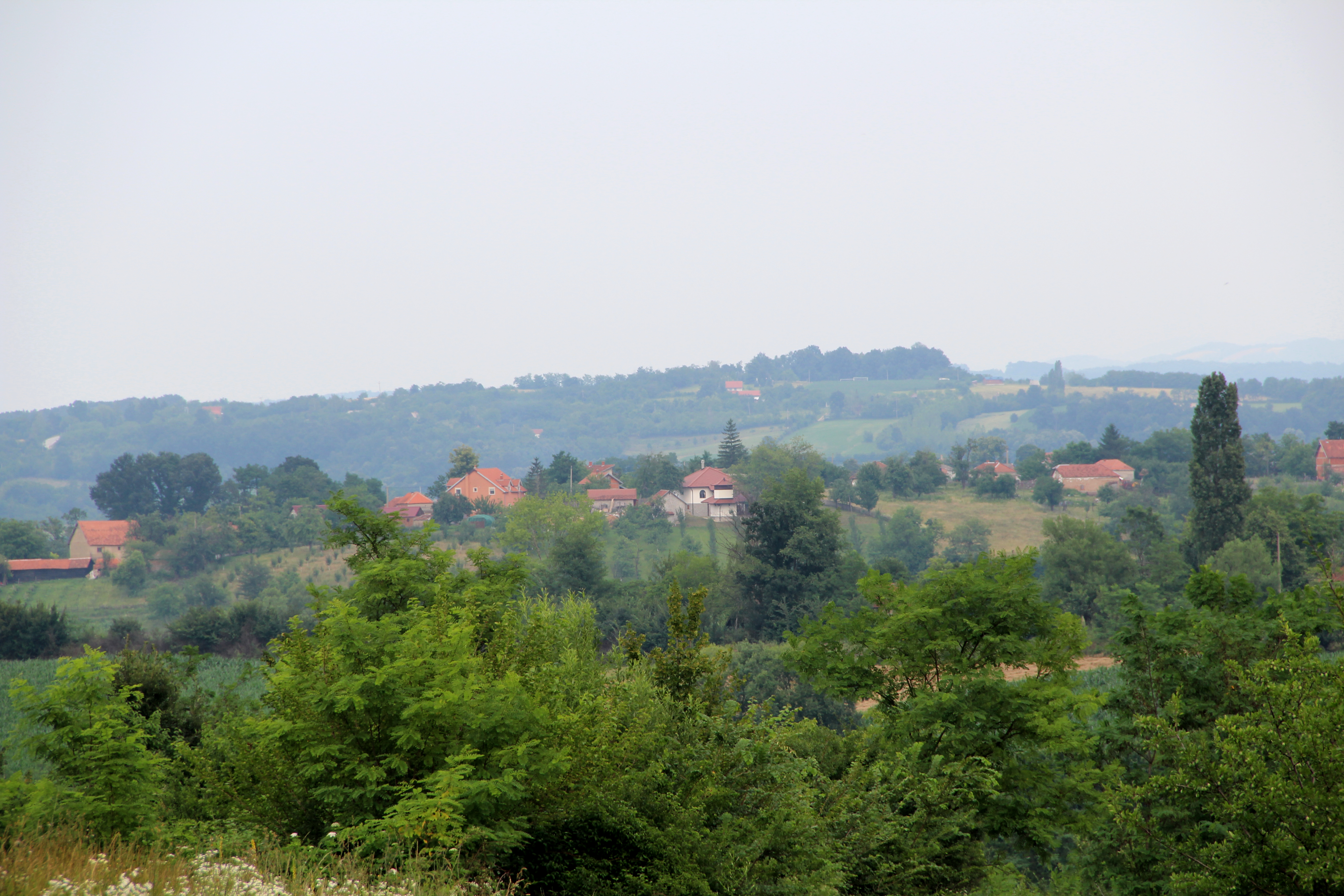
Žabari - panorama.
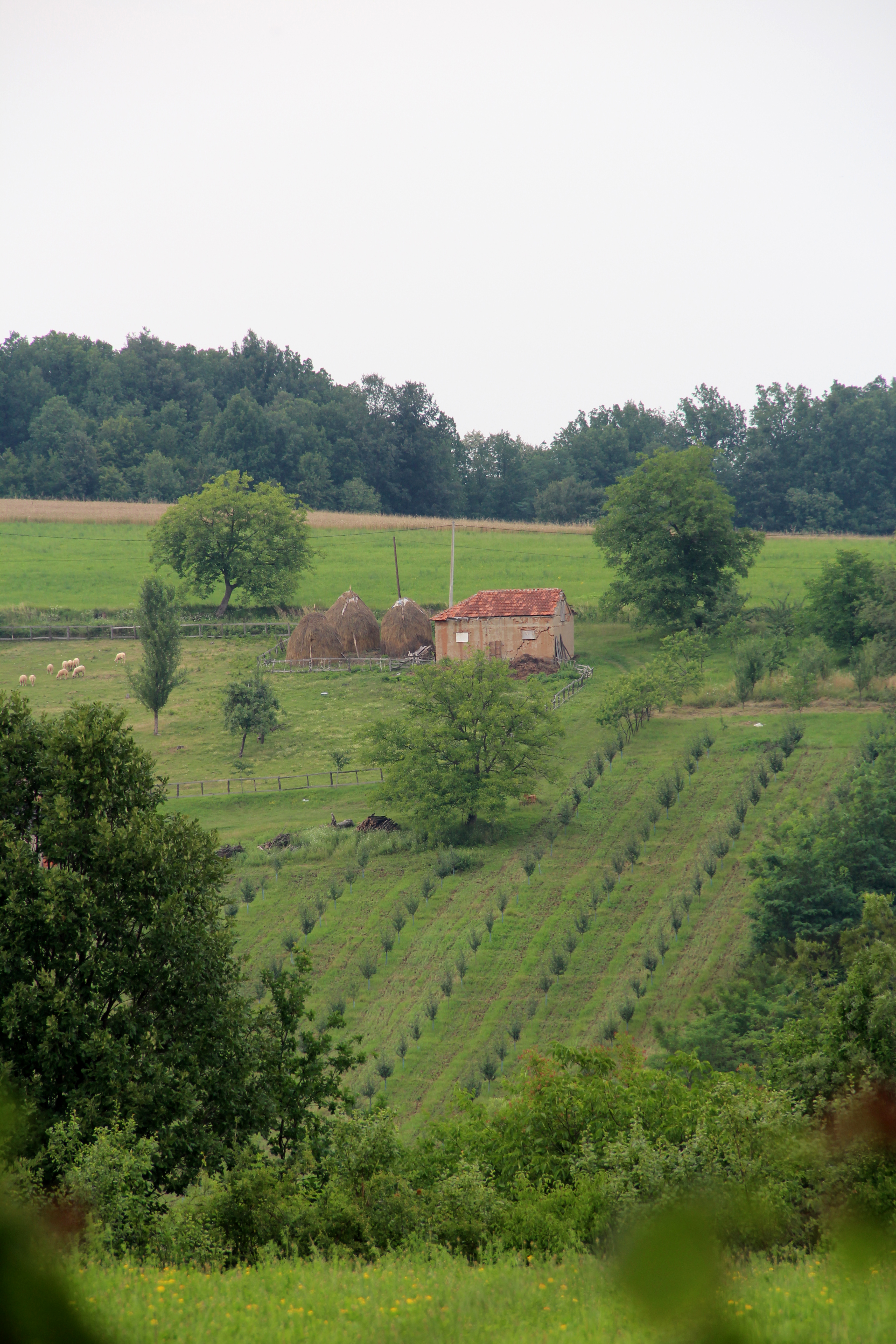
Žabari - panorama.

## Démographie

### Évolution historique de la population
| 1948 | 1953 | 1961 | 1971 | 1981 | 1991 | 2002 | 2011 |
| ---- | ---- | ---- | ---- | ---- | ---- | ---- | ---- |
| 660  | 677  | 678  | 599  | 530  | 487  | 452  | 406  |

|  |